# Луч (Сысертский муниципальный округ)
Луч —  поселок в Сысертском районе Свердловской области России. Входит в Сысертский муниципальный округ.

## Население
| 2002 | 2010 | 2021 |
| ---- | ---- | ---- |
| 171  | ↘140 | ↘54  |

## География
Посёлок Луч расположен к юго-востоку от Екатеринбурга, в 3,5 километра к юго-западу от города Сысерти. Посёлок раскинулся на противоположном от города западном берегу Сысертского пруда, образованного на реке Сысерти. В нескольких километрах от Луча к юго-западу находится посёлок Верхняя Сысерть. Посёлок Луч окружают леса природного парка «Бажовские места».

## История
Посёлок был основан в 1830-х годах П. Д. Соломирским, владельцем Сысертского завода.
31 октября 2007 года в черту посёлка Луча был включён участок площадью 32238 м².
4 марта 2014 года ранее безымянным улицам  были присвоены названия  Лесная, Набережная и Кольцевая, а микрорайонам — Тихий залив и Лесная сказка.

## Инфраструктура
На данный момент в посёлке отсутствуют фельдшерско-акушерский пункт, магазин и клуб. Туберкулёзный санаторий закрыт, а автобусное сообщение с Сысертью прекращено после аварии.